# Caterina Visconti (1282-1311)
Caterina Visconti (Milano, 1282 – Verona, 1311) è stata una nobile italiana.
Era figlia di Matteo I Visconti, signore di Milano e di Bonacossa Borri.

## Discendenza
Caterina sposò nel 1298 in prime nozze Alboino della Scala, signore di Verona ed ebbero due figlie: 
- Verde, sposò Ugolino Gonzaga, figlio di Guido, signore di Mantova
- Omelia (incerta)

## Ascendenza
|                   |                 |                    | Genitori |  |  | Nonni             |  |  | Bisnonni        |  |
|                   |                 |                    |          |  |  | Teobaldo Visconti |  |  | Obizzo Visconti |  |
|                   |                 |                    |          |  |  | Teobaldo Visconti |  |  | Obizzo Visconti |  |
|                   |                 | Fiorina Mandelli   |          |  |  | Teobaldo Visconti |  |  |                 |  |
| Matteo I Visconti |                 |                    |          |  |  | Teobaldo Visconti |  |  |                 |  |
|                   |                 | Anastasia Pirovano | …        |  |  |                   |  |  |                 |  |
|                   |                 | Anastasia Pirovano | …        |  |  |                   |  |  |                 |  |
|                   |                 | Anastasia Pirovano | …        |  |  |                   |  |  |                 |  |
| Caterina Visconti |                 | Anastasia Pirovano |          |  |  |                   |  |  |                 |  |
|                   | Squarcino Borri | Lanfranco Borri    |          |  |  |                   |  |  |                 |  |
|                   | Squarcino Borri | Lanfranco Borri    |          |  |  |                   |  |  |                 |  |
|                   | Squarcino Borri | …                  |          |  |  |                   |  |  |                 |  |
| Bonacossa Borri   | Squarcino Borri |                    |          |  |  |                   |  |  |                 |  |
|                   |                 | Antonia ?          | …        |  |  |                   |  |  |                 |  |
|                   |                 | Antonia ?          | …        |  |  |                   |  |  |                 |  |
|                   |                 | Antonia ?          | …        |  |  |                   |  |  |                 |  |
|                   |                 | Antonia ?          |          |  |  |                   |  |  |                 |  |